# FMI Air
FMI Air fue una aerolínea birmana que operó vuelos regulares, con base en Rangún, que operó entre 2012 y 2018.

## Historia
FMI Air Charter se estableció el 9 de septiembre de 2012 y operaba vuelos chárter desde el Aeropuerto Internacional de Rangún hasta el Aeropuerto Internacional de Naipyidó. La aerolínea cambió su nombre en 2015 y lanzó sus servicios como FMI Air en mayo de 2015. FMI Air operaba vuelos diarios (17 por semana) entre el centro comercial, entre Rangún y Naipyidó. Además de los vuelos regulares, FMI Air ofrecía servicios de vuelos chárter a más de veinte aeropuertos en Myanmar.
La aerolínea cesó sus operaciones en agosto de 2018 después de luchar por encontrar un socio comercial.

## Servicios
FMI Air era una aerolínea de servicios regulares que ofrecía un servicio premium tanto a los sectores corporativos como de ocio en crecimiento, que incluía acceso gratuito a salas VIP y servicios de conserjería. FMI Air tiene su propia aplicación (FMI AIR) para ayudar a los viajeros internacionales. FMI Air proporcionó servicios aéreos programados a la capital de Myanmar, Naipyidó, Bagan, Heho, Mandalay, Sittwe, Thandwe, Kawthaung y Myitkyina. FMI Air fue la tercera aerolínea de Myanmar en términos de tamaño de flota y tiene planes de hacer crecer su red nacional en 2017/18 y operar a nivel internacional. 

## Antiguos destinos
| País     | Destinos  | Aeropuertos                          | Notas          |
| -------- | --------- | ------------------------------------ | -------------- |
| Birmania | Bagan     | Aeropuerto Nyaung U                  |                |
| Birmania | Dawei     | Aeropuerto de Dawei                  |                |
| Birmania | Heho      | Aeropuerto de Heho                   |                |
| Birmania | Kawthaung | Aeropuerto de Kawthaung              |                |
| Birmania | Mandalay  | Aeropuerto Internacional de Mandalay |                |
| Birmania | Myeik     | Aeropuerto de Myeik                  |                |
| Birmania | Naipyidó  | Aeropuerto Internacional de Naipyidó | Hub secundario |
| Birmania | Rangún    | Aeropuerto Internacional de Rangún   | Hub principal  |
| Birmania | Sittwe    | Aeropuerto de Sittwe                 |                |
| Birmania | Thandwe   | Aeropuerto de Thandwe                |                |

## Flota histórica
La flota de FMI Air estuvo compuesta por las siguientes aeronaves:
| Aeronaves          | Total | Introducido | Retirado | Matrículas      |
| ------------------ | ----- | ----------- | -------- | --------------- |
| ATR 72             | 2     | 2016        | 2018     | XY-AMG y XY-AMH |
| Bombardier CRJ-100 | 1     | 2014        | 2016     | XY-AGW          |
| Bombardier CRJ-200 | 2     | 2015        | 2018     | XY-AGY y XY-ALA |